# Tomáš Maštalír
Tomáš Maštalír (* 4. září 1977, Trnava) je slovenský herec.

## Životopis
Jako žák základní školy přednášel prózu. Studoval na Modřanském gymnáziu, kde hrával divadlo. Později odešel do Bratislavy na Vysokou školu múzických umění. Mezi jeho pedagogy patřili Emil Horváth, Juraj Slezáček a Peter Mikulík. Později se mu pedagogicky věnoval režisér Ľubomír Vajdička. V roce 2000 úspěšně skončil studium v oboru divadelní herectví. Nějakou dobu byl elévem v trnavském divadle. Od roku 2000 je členem Činohry SND.

## Herecké role

### Divadlo
- Chvála bláznovství nebo Elling a Kjell Bjarne
- Zkrocení zlé ženy
- Hamlet
- Plantáž
- Tak se na mě přilepila
- Tančírna
- Tři sestry
- Tříkrálový večer nebo co jen chcete
- Ksicht
- Bratři Karamazovi
- Herodes a Herodias
- Konečná stanice Touha
- Ztratit ruku ve Spokane
- I koně se střílejí
- Madam Bovary
- Pan Mimo
- Listopad

### Film
- 1991: Zloději
- 1999: Šest statečných
- 2000: Fragmenty z malomesta
- 2013: Sníh
- 2017: Čára
- 2018: Parralel
- 2019: Trhlina
- 2019: Šťastný nový rok
- 2021: Prvok, Šampón, Tečka a Karel
- 2021: Známí neznámí
- 2021: Šťastný nový rok 2: Dobro došli
- 2023: Nikdy neříkej nikdy (role: Peter Urbančík)
- 2024: Vlny (role Karla Hoffmanna)
- 2024: Smršť (role: Petr)
- 2025: Duchoň
- 2025: Záhada strašidelného zámku

### Televize
- Fragmenty z maloměsta
- Květ štěstí [1]
- Jak divoké husy
- Filmy, které na Slovensku natáčely zahraniční produkce (např. Povstání, Frankenstein)
- Seriál Ordinace v růžové zahradě, gynekolog Michal Gregor
- Profesionálové
- Seriál Dr. Ludsky
- Jazzus
- Cizí žena a muž pod postelí
- Čubírková
- Seriál Hoď svištěm!
- Seriál Chlapi nepláčou
- 2016: Za sklem (televizní seriál)
- 2018: O zakletém králi a odvážném Martinovi (televizní film)
- (2020 - dosud) seriál Pán Profesor
- 2021 – Slované (TV seriál)
- 2022 - Chlap, doktor Ondřej Frank (TV seriál)[2]
- 2023 - Klamstvo

V roce 2008 měla na Bratislavském hradě v rámci Letních shakespearovských slavností premiéru inscenace Antonius a Kleopatra v režii Michala Vajdičky, ve které hrál Antónia.
Je také dabérem V roce 2006 načetl komentář k seriálu Největší kriminální případy Slovenska a Největší tragédie Slovenska. Spolupracoval i na relaci 112, ke které namluvil komentář. Svůj hlas propůjčil i postavě lorda Voldemorta v sérii o Harrym Potterovi.

## Ocenění
- 2008 – OTO 2007 – herec roku
- 2008 – Talent roku 2008, který se uděluje hercem do třicet let.
- 2009 – OTO 2008 – herec roku
- 2009 – IGRIC: za herecký výkon ve filmovém nebo televizním díle – postava Andreje ve studentském filmu Léto "za originální vytvoření ambivalentní postavy"